# Luz i Vogël
Luz i Vogël là một đô thị trong quận Kavajë thuộc hạt Tirana, Albania. Dân số năm 2005 là 6660 người.